# Kari Motor Speedway
Der Kari Motor Speedway ist eine permanente Motorsport-Rennstrecke bei Chettipalayam, im Distrikt Coimbatore in Indien. 2014, 2017 und 2020 erfolgten Modifikationen des Streckenverlaufs.

## Veranstaltungen
Auf der FIA-Grad 3 homologierten Rennstrecke werden nationale Meisterschaftsläufe für Go-Karts, Motorräder und Rennwagen ausgetragen. Sie wird auch von Motorradclubs, Renn- und Kartschulen für Fahrzeugtests und Fahrertrainings genutzt.